# باركيسيميتو
باركيسيميتو (بالإسبانية: Barquisimeto) هي مدينة في فنزويلا. وهي عاصمة ولاية لارا ومركز بلدية إيريبارين. وهي مركز حضري وصناعي وتجاري مهم وسط البلاد، وترتيبها الرابع بين أكبر مدن فنزويلا من حيث عدد السكان والمساحة بعد كراكاس وماراكايبو وفالنسيا.

## التاريخ
تأسست باركيسيميتو في عام 1552 قبل خوان دي فيليغاس لتكون مقر المنطقة التي يعتقد أنها غنية بالذهب. كان اسمها الأصلي "نويفا دي سيغوفيا باركيسيميتو".
تم بناء أربع مستوطنات مختلفة بسبب جهل الفاتحين ببيئة المنطقة. أولها كان في عام 1552 قريب نهر بوريا، لكنها انتقلت في عام 1556 بسبب الفيضانات المتكررة التي عانى منها السكان. الثانية كان في وادي توربيو النهر حيث المدينة بقيت حتى أحرقها لوبي دي أغيري في عام 1561. ثم أُعيد بناؤها على بعد 102 كيلومتر (63 ميل)، ولكن السكان طلبوا الإذن للانتقال إلى موقع آخر في عام 1562 بسبب الرياح القوية التي تهب في المكان. وأخيرا، أسست باركيسيميتو التي تقع في شمال هضبة نهر توربيو في 1563.
انضمت باركيسيميتو إلى حركة التحرير خلال حركة استقلال البلاد ووقّع نائبها خوسيه أنخيل ألامو على وثيقة الاستقلال في 5 يوليو 1811.
في عام 1929، خضعت المدينة لبرنامج تحديث نفذه الجنرال خوان فيسنتي غوميز. حيث أصلح الشوارع والطرق والمباني مثل مقر الجنرال خاسينتو لارا ومنتزه أياكوتشو.

## المناخ
يظهر الجدول التالي التغييرات المناخية على مدار السنة لباركيسيميتو:
| الشهر                                                               | يناير       | فبراير      | مارس        | أبريل       | مايو        | يونيو       | يوليو       | أغسطس       | سبتمبر      | أكتوبر      | نوفمبر      | ديسمبر      | المعدل السنوي |
| ------------------------------------------------------------------- | ----------- | ----------- | ----------- | ----------- | ----------- | ----------- | ----------- | ----------- | ----------- | ----------- | ----------- | ----------- | ------------- |
| الدرجة القصوى °م (°ف)                                               | 33.9 (93.0) | 35.4 (95.7) | 37.5 (99.5) | 35.6 (96.1) | 35.6 (96.1) | 34.0 (93.2) | 32.8 (91.0) | 33.8 (92.8) | 34.0 (93.2) | 34.1 (93.4) | 33.6 (92.5) | 32.8 (91.0) | 37.5 (99.5)   |
| متوسط درجة الحرارة الكبرى °م (°ف)                                   | 29.5 (85.1) | 30.3 (86.5) | 31.1 (88.0) | 30.4 (86.7) | 29.6 (85.3) | 28.9 (84.0) | 28.8 (83.8) | 29.7 (85.5) | 30.2 (86.4) | 30.2 (86.4) | 29.8 (85.6) | 29.1 (84.4) | 29.8 (85.6)   |
| المتوسط اليومي °م (°ف)                                              | 24.1 (75.4) | 24.7 (76.5) | 25.4 (77.7) | 25.5 (77.9) | 25.1 (77.2) | 24.6 (76.3) | 24.3 (75.7) | 24.8 (76.6) | 25.2 (77.4) | 25.2 (77.4) | 24.9 (76.8) | 24.1 (75.4) | 24.8 (76.6)   |
| متوسط درجة الحرارة الصغرى °م (°ف)                                   | 18.6 (65.5) | 19.0 (66.2) | 19.6 (67.3) | 20.6 (69.1) | 20.6 (69.1) | 20.2 (68.4) | 19.8 (67.6) | 19.9 (67.8) | 20.1 (68.2) | 20.2 (68.4) | 20.0 (68.0) | 19.1 (66.4) | 19.8 (67.6)   |
| أدنى درجة حرارة °م (°ف)                                             | 13.4 (56.1) | 13.2 (55.8) | 12.6 (54.7) | 15.2 (59.4) | 16.5 (61.7) | 16.1 (61.0) | 16.4 (61.5) | 15.4 (59.7) | 15.4 (59.7) | 15.1 (59.2) | 15.0 (59.0) | 13.8 (56.8) | 12.6 (54.7)   |
| معدل هطول الأمطار مم (إنش)                                          | 9 (0.4)     | 8 (0.3)     | 14 (0.6)    | 65 (2.6)    | 75 (3.0)    | 78 (3.1)    | 77 (3.0)    | 53 (2.1)    | 39 (1.5)    | 49 (1.9)    | 48 (1.9)    | 25 (1.0)    | 540 (21.3)    |
| متوسط الأيام الممطرة (≥ 1.0 mm)                                     | 1.5         | 1.2         | 1.7         | 5.5         | 7.9         | 12.0        | 10.6        | 8.1         | 5.8         | 6.1         | 6.4         | 4.0         | 70.8          |
| متوسط الرطوبة النسبية (%)                                           | 68.5        | 66.5        | 65.5        | 70.0        | 74.0        | 75.0        | 74.5        | 73.0        | 72.5        | 73.0        | 73.0        | 72.0        | 71.5          |
| ساعات سطوع الشمس الشهرية                                            | 260.4       | 235.2       | 241.8       | 183.0       | 192.2       | 201.0       | 232.5       | 241.8       | 228.0       | 226.3       | 222.0       | 248.0       | 2٬712٫2       |
| المصدر #1: Instituto Nacional de Meteorología e Hidrología (INAMEH) |             |             |             |             |             |             |             |             |             |             |             |             |               |
| المصدر #2: NOAA (extremes, precipitation, and sun)                  |             |             |             |             |             |             |             |             |             |             |             |             |               |

## أعلام
- جوزيه جيل فورتول
- أليخاندرو مورينو
- جاسينتو لارا
- جوديث شاكون
- باتريسيا فيلاسكيز
- فرانكلين فيرجويز
- بيدرو كارمونا